# Phrynobatrachus nanus
Phrynobatrachus nanus és una espècie de granota que viu al Txad i, possiblement també, a la República Centreafricana.